# Mohammed Al-Fatil
Mohammed Al-Fatil (ur. 4 stycznia 1992 w Al-Katif) – saudyjski piłkarz grający na pozycji obrońcy w Al-Nassr oraz reprezentacji Arabii Saudyjskiej.

## Kariera klubowa
W 2009 dołączył do juniorskiego zespołu Al-Ahli Dżudda, z którym 25 czerwca 2012 podpisał pierwszy seniorski kontrakt. W 2015 przedłużył umowę na kolejne trzy lata.
4 sierpnia 2021 podpisał kontrakt z Al-Nassr.